# 麥覺理大學圖書館

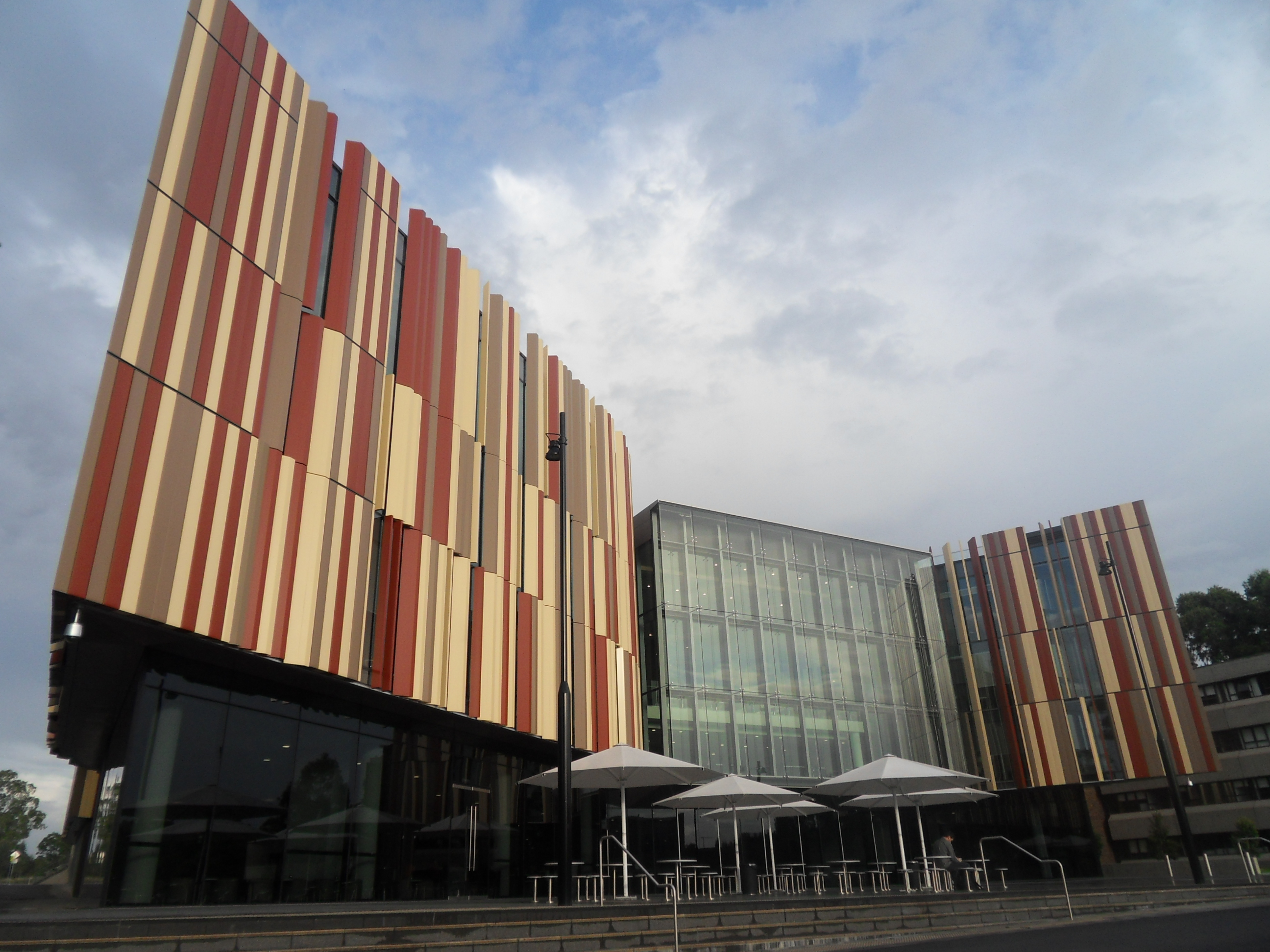
麥覺理大學圖書館

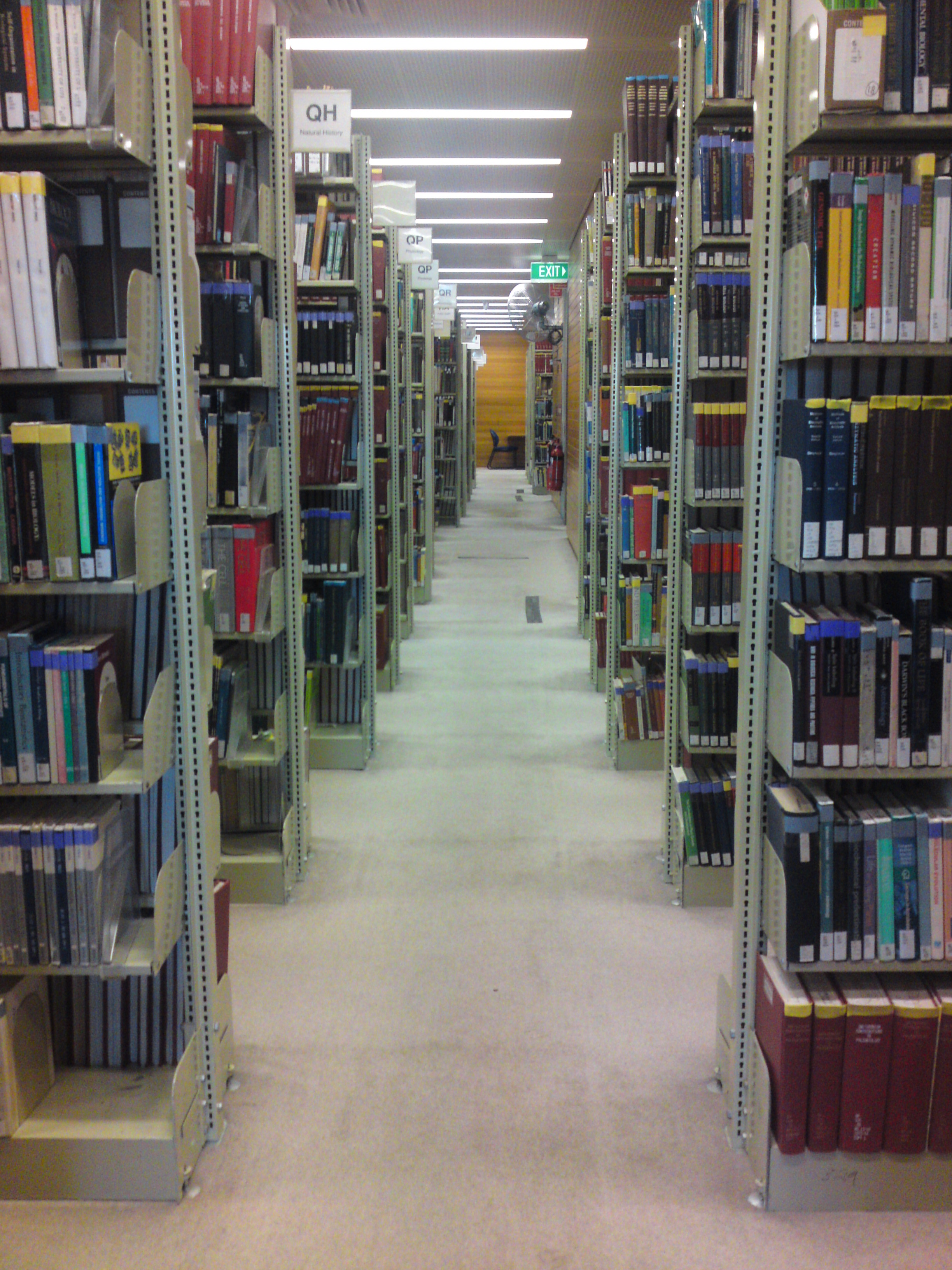
圖書館內的傳統書架

麥覺理大學圖書館是麥覺理大學的主圖書館，藏書180萬冊。圖書採用美國國會圖書館圖書分類法進行分類。

## 歷史
從麥覺理大學創校起，已先後有7個圖書館:
- David Barry Scott, OBE (1965-1970)
- Mollie Thomson (1970)
- Eoin Wilkinson (1971-1987)
- Barrie Mitcheson (1988-1996)
- Neil McLean (1996-2001)
- Penny Carnaby (2002-2003)
- Maxine Brodie (2003- )

## 2010年新圖書館
在2010年麥覺理大學圖書館將會搬遷到新的樓宇。新的圖書館耗資920萬澳元。

### 自動倉儲系統
麥覺理大學圖書館是首個在澳洲安裝自動倉儲系統（Automated Storage and Retrieval System，簡稱：ASRS）的圖書館，系統利用機械臂將書籍從書架中取出，並將之運送到領取處，整個程序只須數分鐘，而且可以更有效利用貯存空間（可以使用較窄的通道和較高的書架）。至今，8成的實體書籍已經遷往這系統，只有兩成還使用傳統書架。

## 外部連結
- 麥覺理大學圖書館網站